# Bulonga schistacearia
Bulonga schistacearia är en fjärilsart som beskrevs av Walker 1859. Bulonga schistacearia ingår i släktet Bulonga och familjen mätare. Inga underarter finns listade i Catalogue of Life.